# Skørping Skole
Skørping Skole er en folkeskole beliggende i Skørping i Rebild Kommune. Skolen har klasser fra børnehaveklasse til niende klasse med 780 elever fordelt på 30 klasser, og med 90 ansatte. Skoleinspektøren hedder Peter Hansen. Skolen blev taget i brug den 10. maj 1937, men blev først indviet den 26. oktober. Byggeriet havde kostet 180.000 kr.
I 1955 indviges en ny fløj med 16 nye undervisningslokaler.
I 1970 bliver endnu en fløj indviet med blandt andet et helt nyt lærerværelse, en samlingssal og helt nye særundervisningslokaler. 
I 1980 bliver den separate afdeling kaldt Lilleskolen til skolens yngste elever indviet. siden da har skolen fået gennemført en renoversion på skolengården samt bygget en ny skaterpool i 2017.

## Ekstern henvisning
- Skørping Skoles hjemmeside